# Дечен-Пходранг
Дечен-Пходранг («Дворец великого блаженства») — буддийский монастырь в Тхимпху, Бутан. Он расположен к северу от города и был построен в начале XVII века.
В 1971 году он получил статус восьмилетней монастырской школы, и в настоящее время насчитывает 450 учащихся и штат в 15 человек. В монастыре хранится ряд важных исторических Бутанских артефактов, в том числе картины XII века, являющиеся объектами наследия ЮНЕСКО, и статуя Шабдрунг Нгаванг Намгьяла на верхнем этаже. На нижнем этаже центральное место занимает статуя Будды Шакьямуни.

## Галерея

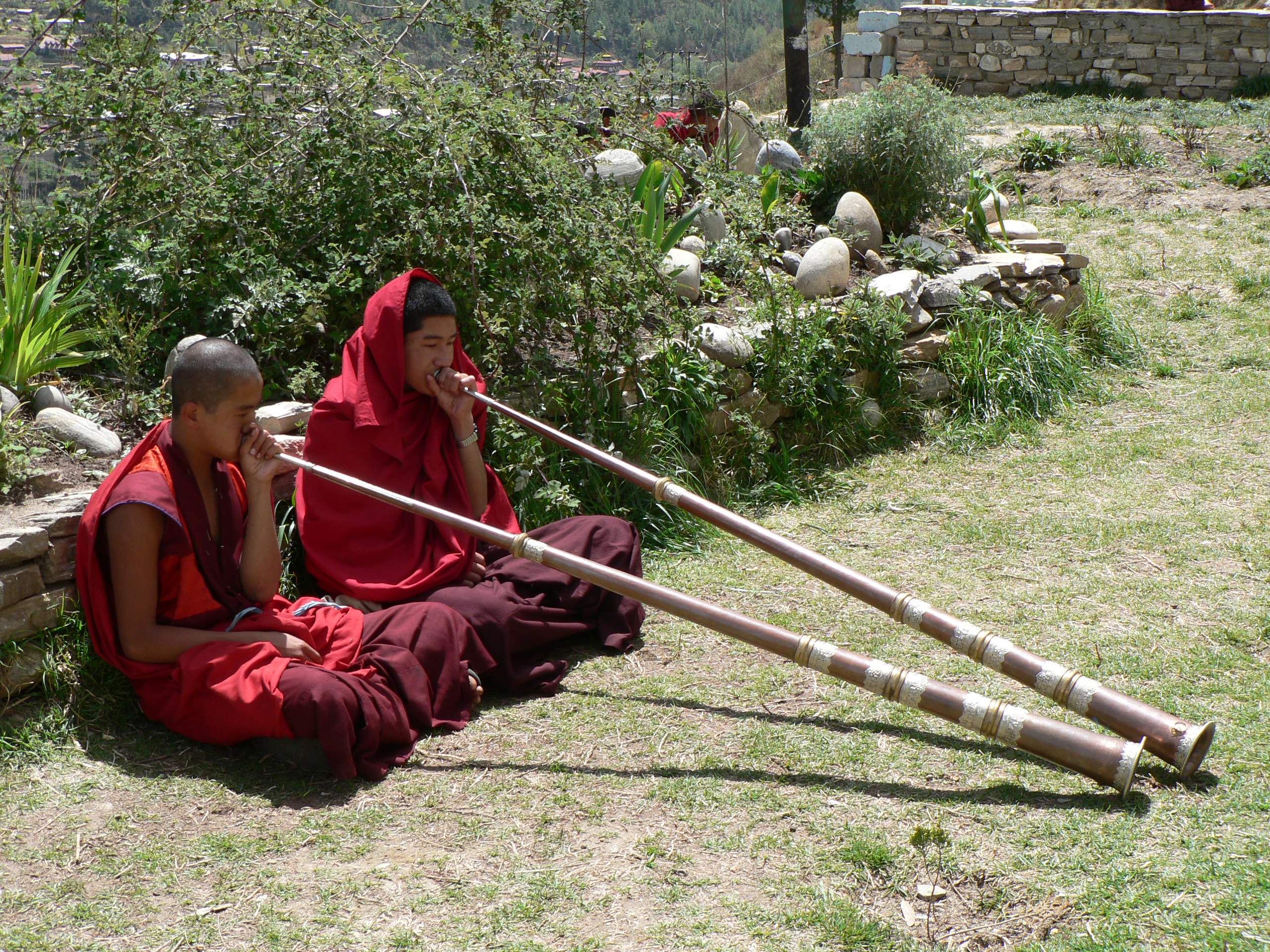
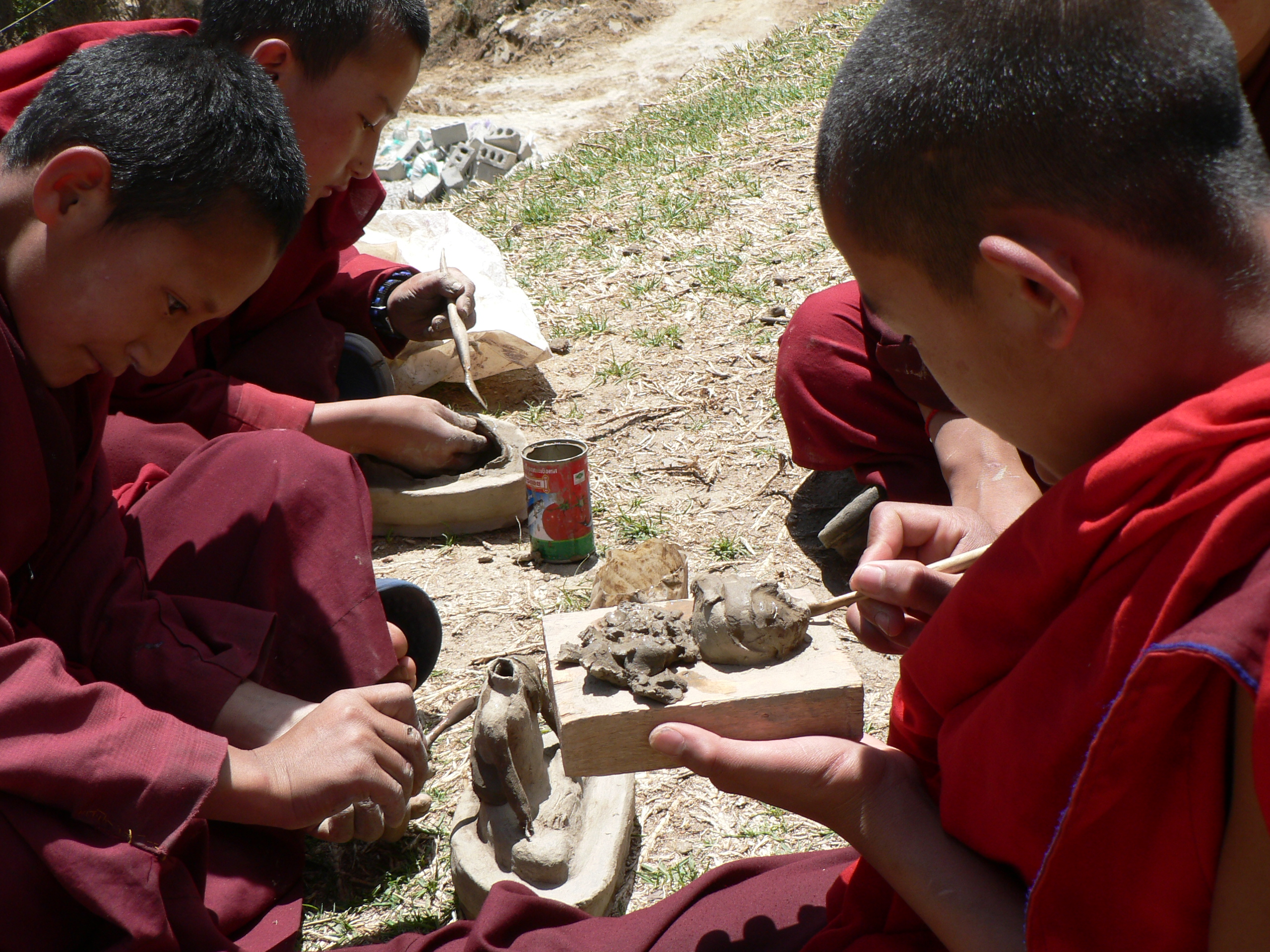